# 麦の穂をゆらす風
『麦の穂をゆらす風』（The Wind That Shakes the Barley）は、2006年公開の英・愛・独・伊・西合作映画。
アイルランド独立戦争とその後のアイルランド内戦を背景に、英愛条約をめぐって対立することになる兄弟を描く。監督はケン・ローチ。第59回カンヌ国際映画祭で最高賞にあたるパルム・ドールを受賞した。
題名は1798年にアイルランドで起きた叛乱をうたうロバート・ドワイヤー・ジョイスの詩の一節から取られている。

## ストーリー
1920年、アイルランド南部の田舎町コークに暮らすダミアンとテッドのドノヴァン兄弟。当時アイルランドは英軍から厳しい弾圧を受け、粗野な英兵の暴力がつねに人々の暮らしを脅かしていた。兄テッドはアイルランド独立を求めるIRAによる反英闘争に身を投じて、頭角を現し始める。
優秀な弟ダミアンは医師となり、ロンドンの病院で勤務するため町を出ようとするが、駅で英兵による理不尽な暴行を目の当たりにして深く憤る。そしてダミアンは生活の安定を捨てて故郷に残り、兄と共にIRAのゲリラ戦へ参加することを決意する。
アイルランド独立の理想に燃える兄弟は、やがて英兵の暗殺もためらわない過激なテロ活動を展開するようになっていった。二人が英軍に捕らえられた際には、粗末な拘置所で凄惨な拷問を受けて英軍への憎悪をさらに深くし、拘置所から脱走したのちには英軍にさらなる攻撃を加えるべく、軍事訓練を重ねてゆく。
英軍は逃走した二人の行方を追ううち、ダミアンの幼馴染みクリスが英軍シンパの地主のもとで働いていることをつきとめる。英軍は地主を通じてクリスに圧力をかけ、ダミアンらのテロ活動の詳細を密告させることに成功、組織のメンバーが捕らえられる。兄弟二人は地主を人質に捕らえて英軍とメンバーの釈放交渉を試みるが、英軍は聞き入れず、拷問のすえ拘留中のメンバーを処刑してしまう。ダミアンはIRA幹部の命令に従い、報復としてまず地主、そして密告者と分かったクリスを自らの手で射殺する。この頃既にダミアンたちは、理想の達成と軍律維持のためには、身近な人間を殺すことをもいとわない組織になっていたのである。
報復の応酬が際限なく続くなか、1921年、兄弟に大きな転機が訪れる。アイルランド国民議会代表団とイギリス政府代表団との間で、英愛条約が調印されたのである。条約はアイルランド側に一定の自治を認めるものだったが、北アイルランドの分離をはじめ、アイルランド側に不利な条件を多く含んでいた。そのためアイルランド独立を求めて戦ってきたIRAの中でも、賛否が鋭く対立するようになってゆく。
テッドは条約に賛成する立場をとり、大英帝国から新たに独立した「アイルランド自由国」の将校となる。一方、ダミアンは不完全な選挙で選ばれた代表団が条約を結んでしまったことに怒り、どうしても新しい国の独立を受け入れられなかった。そして医師として暮らすうち、独立後も故郷の経済が好転せず、人々の生活が一向に改善されないことに苛立ちを強めていた。ある日ダミアンは、教会の礼拝の席で、条約への賛同を強く求める牧師の説教に憤慨して教会を飛び出し、いさめようと追いすがるテッドと、ついに決定的な対立を迎える。
条約に反発するIRAメンバーたちは、過激な独立闘争の継続をもとめるシン・フェイン党を結成し、英軍ばかりか、かつての仲間だったアイルランド自由国軍すら攻撃・暗殺の対象としはじめていた。テッドは自由国軍の将校としてかれらの掃討作戦に乗り出し、ダミアンが情報を握っていることを知る。
ダミアンはアイルランド自由国軍の手で捕らえられ、かつて兄弟が英軍から拷問を受けた拘置所に拘束される。テッドは仲間の居場所を明かすよう迫るが、ダミアンは、かつて密告者であることを理由に幼馴染みすら射殺した自分の過去をあかし、証言を拒否。軍の規定に従い、テッドは弟の銃殺刑を命じなければならなかった。

## 評価
2006年の公開時、この作品はイギリスの評論家からおおむね高い評価を受け、興行的にも大きな成功を収めた。またアメリカの『ワシントン・ポスト』紙が2007年度の映画ベスト7位に選ぶなど国外でも評価は高く、フランスでは第59回カンヌ映画祭の最高賞パルムドールを受賞している。一方でイギリス国内の保守派からは、英軍兵士の残虐さを執拗に描きながら、IRA側の暗殺や破壊行為はロマンティックに描写しているとして批判の声もあがった。

## キャスト
※括弧内は日本語吹き替え
- デミアン・オドノヴァン - キリアン・マーフィー（内田夕夜）
- テディ・オドノヴァン - ポードリック・ディレーニー（大黒和広）
- ダン - リアム・カニンガム（浦山迅）
- シネード・ニ・スーラウォーン - オーラ・フィッツジェラルド（山田里奈）

## 制作
この映画の撮影は2005年にコーク県の様々な場所で行われた。

## 参照
1. ↑  Bradshaw, Peter (2006年6月23日). “The Wind That Shakes the Barley” (英語). The Guardian. ISSN 0261-3077 2019年12月30日閲覧。
2. ↑  “The Wind That Shakes the Barley (2006)” (英語). BFI. 2019年12月30日閲覧。
3. ↑  “Metacritic: 2006 Film Critic Top Ten Lists”. web.archive.org (2008年1月2日). 2019年12月30日閲覧。
4. ↑  “Why does Ken Loach loathe his country so much?”. Mail Online. 2019年12月30日閲覧。
5. ↑  “Filming Locations”.  IMDb. 2008年11月23日閲覧。